# Оползень в Манипуре (2022)
В ночь на 30 июня 2022 года в индийском штате Манипуре произошел крупный оползень. По меньшей мере 43 человека погибли, 20 пропали без вести.

## Оползень
Оползень произошел в районе Ноней, в районе 107 территориального городка армии, недалеко от строительной площадки Тупульской железной дороги. Восемь подтвержденных погибших были военнослужащими территориальной армии . Группа выполняла функции охраны при строительстве железной дороги, которая должна была соединить район Джирибам со столицей Манипура Импхал. Оползень произошел недалеко от реки Иджей, где находится плотина . Спасатели считают, что если плотина прорвется, это может привести к сильному наводнению, что приведет к еще большей катастрофе.

## Спасение и восстановление
Правительство Манипура мобилизовало Национальные силы реагирования на стихийные бедствия и Государственные силы реагирования на стихийные бедствия для координации спасательных операций. Было задействовано более 250 военнослужащих, спасателей и сотрудников полиции. Для поиска тел в близлежащей реке использовались бульдозеры и экскаваторы. Поисково-спасательные операции Стрелков Ассама и Территориальной армии продолжались, от 50 до 72 человек пропали без вести. От 23 до 43 пропавших без вести были солдатами территориальной армии.
Ко 2 июля были извлечены тела 34 человек. По меньшей мере 28 человек пропали без вести. Были спасены 19 человек, в том числе 13 солдат территориальной армии и пять гражданских лиц. Спасатели сообщили, что поиски людей продолжатся до ночи. Раненые были доставлены в медсанчасть Ноней для лечения.
К 3 июля общее число погибших составило 42 человека, еще 20 числились в пропавших без вести. По меньшей мере 27 человек были военнослужащими территориальной армии, среди убитых 15 гражданских. Неблагоприятные погодные условия и новые оползни еще больше осложнили работу. Сообщалось о камнепадах во время спасательных работ. Спасатели использовали радар и поисково-спасательную собаку, чтобы найти потенциальных выживших. Также продолжались работы по удалению мусора, блокирующего реку Иджей, для опорожнения озера, запруженного оползнем.

## Реакция
Власти предупредили жителей Нонейского района, чтобы они не приближались к реке Иджей из-за возможности наводнения. Главный министр Манипура Н. Бирен Сингх заявил, что 500 тысяч рупий будут переданы семьям убитых в качестве добровольной помощи, а 50 тысяч рупий будут переданы раненым. Путешественникам предписали избегать Национальной автомагистрали 37.